# Ryszard Rumianek
Ryszard Rumianek (født 7. november 1947 i Warszawa, død 10. april 2010 i Smolensk oblast, Rusland) var rektor ved Stefan Wyszyński-universitetet i Warszawa.
Han blev født i Warszawa. Kort efter sin eksamen i Warszawa i 1972, blev han ordineret af Stefan Wyszyński. Ved sin død var han rektor for Stefan Wyszyński-universitetet i Warszawa.
Den 5. oktober 2009, fik han fremragende resultater i de videnskabelige og uddannelsesmæssige aktiviteter. Han blev hædret med Ordenen Polonia Restituta.
Han omkom under et flystyrt den 10. april 2010, sammen med bl.a. Polens præsident Lech Kaczyński.